# Saint-Cirgues-de-Prades
Saint-Cirgues-de-Prades település Franciaországban, Ardèche megyében. Lakosainak száma 140 fő (2022. január 1.). Saint-Cirgues-de-Prades Fabras, Jaujac, Lentillères, Prades és Prunet községekkel határos.

## Népesség
A település népessége az elmúlt években az alábbi módon változott:
| Lakosok száma | 83   | 62   | 85   | 131  | 132  | 138  | 140  | 139  | 139  | 140  |
|               | 1968 | 1982 | 1990 | 2006 | 2013 | 2015 | 2017 | 2019 | 2020 | 2022 |